# Decolya kelletti
Decolya kelletti är en insektsart som först beskrevs av Henry, G.M. 1932.  Decolya kelletti ingår i släktet Decolya och familjen vårtbitare. Inga underarter finns listade i Catalogue of Life.